# 밴 (컴퓨팅)
밴(때로는 하틀리 (기호 Hart) 또는 디트 (십진 정보 단위)라고도 부른다)은 로그 단위를 측정하는 정보 또는 엔트로피를 기반으로, 십진법을 기반으로 하고 10의 지수적으로 커지는 정보 단위이다.
이진법을 기반으로 하는 비트와는 달리, 밴은 십진법을 기반으로 한다.
밴을 사용한 단위 중 '데시밴(deciban)' 은 10분의 1 밴을 뜻하는 말로 접두사 데시-의 어원은 SI 접두어의 접두사 데시이다.
1 밴은 곧  log2(10) 비트 =ln(10) 내트 또는 약 3.32 비트 또는 2.30 내트이다. 마찬가지로 1 데시밴은 0.1 밴이고, 약 0.33 비트이다.

## 역사
밴과 데시밴은 에 의해 앨런 튜링 와 I.J.굿이 밴버리SMS로 만드는 에니그마 암호 정보의 양을 측정하기 위해 1940년에 발명하였다.
밴이나 데시밴, 밴버리SMS는
그 당시 그들의 주변에 엄청난 숫자의 카드에 인쇄된 밴버리(Banbury)라는 도시에서부터 30 마일 떨어진 곳에서 이 방법을 사용했기 때문이다.
잭 굿은 데시밴이 수학적으로 정보의 질량을 재고 구축하는 데 성공한 것을 증거라고 주장했다.
이는 필수적인 베이지안 추론이다. 반면 도널드 A. 글라이드는 밴은 결국 칼 포퍼의 단위와 실험적으로 동일하다고 주장한다.
동의어인 '하틀리'는 랄프 하틀리에 의해 명명되었다.
밴은 예전에 '섀넌'이 과거 8년간 비트를 사용하는 방법이기도 했다. 그리고 이는 21세기 초까지도 존재했다.IEC_80000-13에서 이는 하틀리로 대체된다.

## 확률의 단위로써의 사용
데시밴 은 특히 로그-확률을 측정하기 위한 유용한 도구로 쓰인다.
정보로써는 베이즈 요인에 의해 확률비 (확률의 비율, 그래서 로그는 로그-확률과는 다르다.)의 무게를 잰다.
10 데시밴에 해당하는 확률이 10:1 인데 비해
20 데시밴에 해당하는 확률은 100:1이다.
I.J. 굿은 확률의 변화에서의 무게를 1 데시밴 (즉,고른 곳으로부터의 약 5:4 정도의 확률의 변화)을 훌륭히 합리적인 가설의 확률을 정량화하는데 쓰일 것이라고 예상했다.
확률에 해당하는 정수의 데시밴은 단순한 정수비를 아주 가까이 근사시킬 수 있다.
이들은 아래 표와 같이 환산된다.
확률을 소수 점 아래 두 자리까지 계산할때
간단한 근사치(5%)를 사용하고 이가 부정확할 경우
더 정확하고 근사한 값을 사용한다.(1% 이내).
| 데시밴  | 정확한 값 | 근삿값 | 근사비 | 정확한 비 | 확률 |
| ------- | --------- | ------ | ------ | --------- | ---- |
| 0 dBan  | 100/10    | 1      | 1:1    | 50%       |      |
| 1 dBan  | 101/10    | 1.26   | 5:4    | 56%       |      |
| 2 dBan  | 102/10    | 1.58   | 3:2    | 62.5%     | 61%  |
| 3 dBan  | 103/10    | 2.00   | 2:1    | 67%       |      |
| 4 dBan  | 104/10    | 2.51   | 5:2    | 71.5%     |      |
| 5 dBan  | 105/10    | 3.16   | 3:1    | 19:6,16:5 | 76%  |
| 6 dBan  | 106/10    | 3.98   | 4:1    | 80%       |      |
| 7 dBan  | 107/10    | 5.01   | 5:1    | 83%       |      |
| 8 dBan  | 108/10    | 6.31   | 6:1    | 19:3,25:4 | 86%  |
| 9 dBan  | 109/10    | 7.94   | 8:1    | 89%       |      |
| 10 dBan | 1010/10   | 10     | 10:1   | 91%       |      |

## 같이 보기
- 앨런 튜링
- 로그-확률